# Vöcklamarkt
Vöcklamarkt là một đô thị thuộc huyện Vöcklabruck thuộc bang Oberösterreich, Áo. Đô thị Vöcklamarkt có diện tích 27,35 km², dân số thời điểm năm 2006 là 488 người.